# Templo de todas las Religiones
El Templo de todas las Religiones (en ruso: Храм всех религий) o Templo del Universo (Вселенский храм) es un complejo arquitectónico ubicado en el Microdistrito Staroye Arakchino en Kazán, Rusia. Se compone de varios tipos de arquitectura religiosa, incluyendo una iglesia ortodoxa, un minarete, y una sinagoga, entre otros. Actualmente en construcción, las obras comenzaron en 1992 de la mano del artista local y filántropo Ildar Khanov. La estructura sirve como centro cultural y residencia para Khanov y sus ayudantes.
Khanov es conocido por sus esfuerzos en el tratamiento del alcoholismo, la drogadicción, y otras enfermedades. Sus actuales y antiguos pacientes le ayudan a mantener y desarrollar el Templo, ya sea por participación directa en los trabajos de construcción o por medio del patrocinio.
La estructura no es un templo activo de ninguna religión, sino más bien un "templo de la cultura y de la verdad", como Khanov describe su misión. Se ha convertido en un referente popular de la ciudad de Kazán, que se enorgullece de la combinación pacífica de diferentes culturas (cultura islámico tártara, ortodoxa rusa, y otras). El templo es visitado tanto por turistas como por personas que buscan la ayuda de Khanov.
Khanov dice que con el tiempo la estructura contará con 16 cúpulas, correspondientes a las 16 principales religiones del mundo.

## Galería

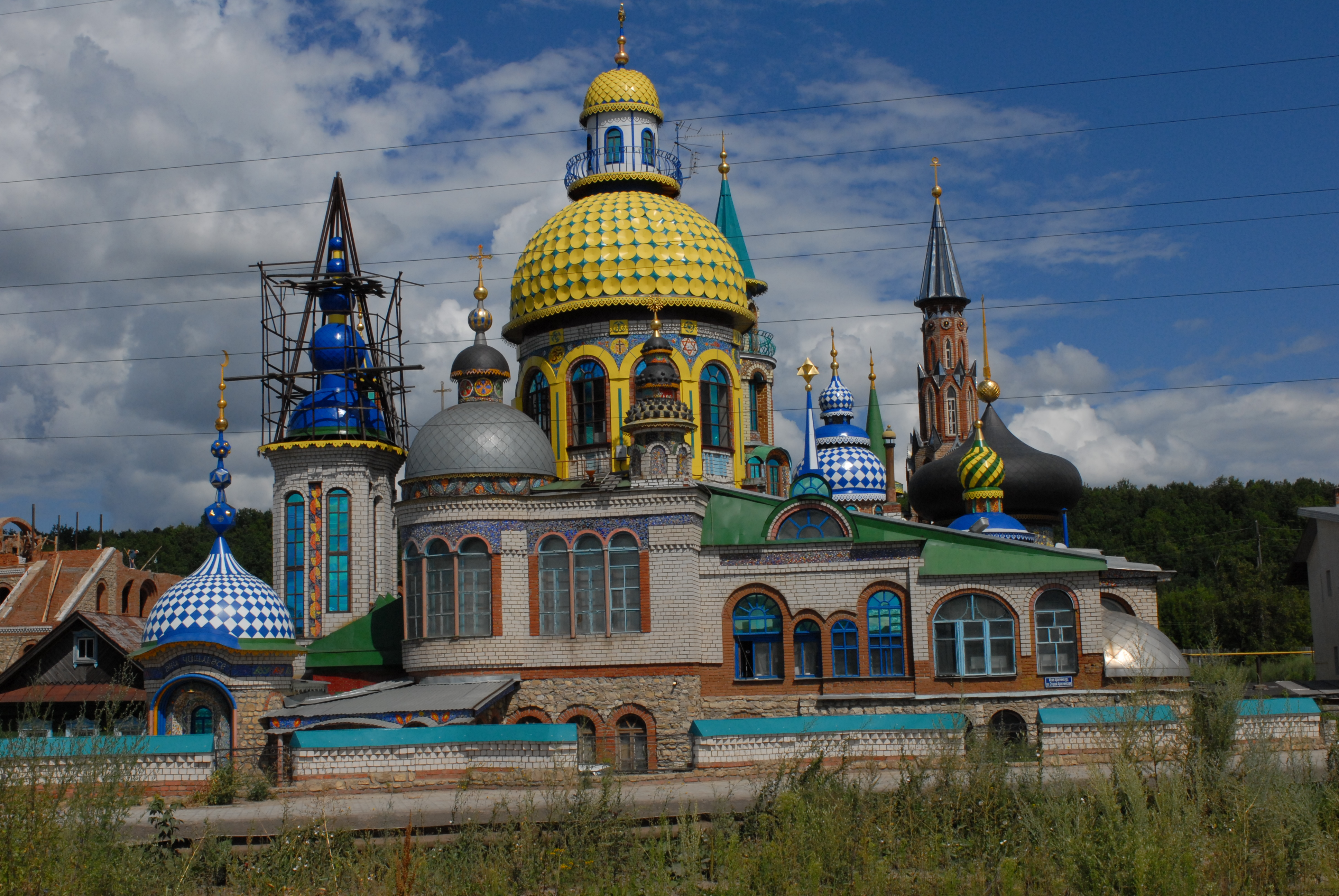

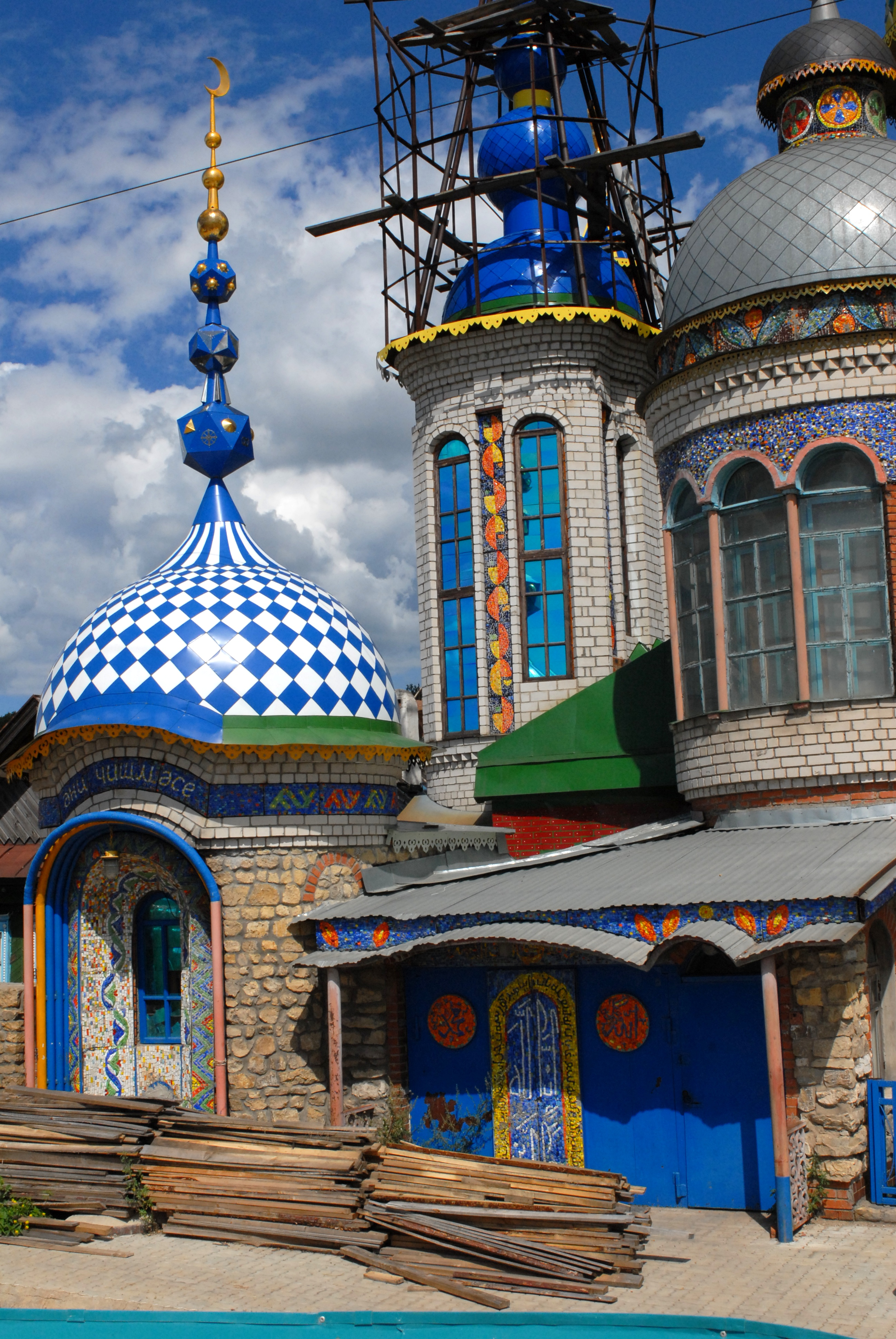
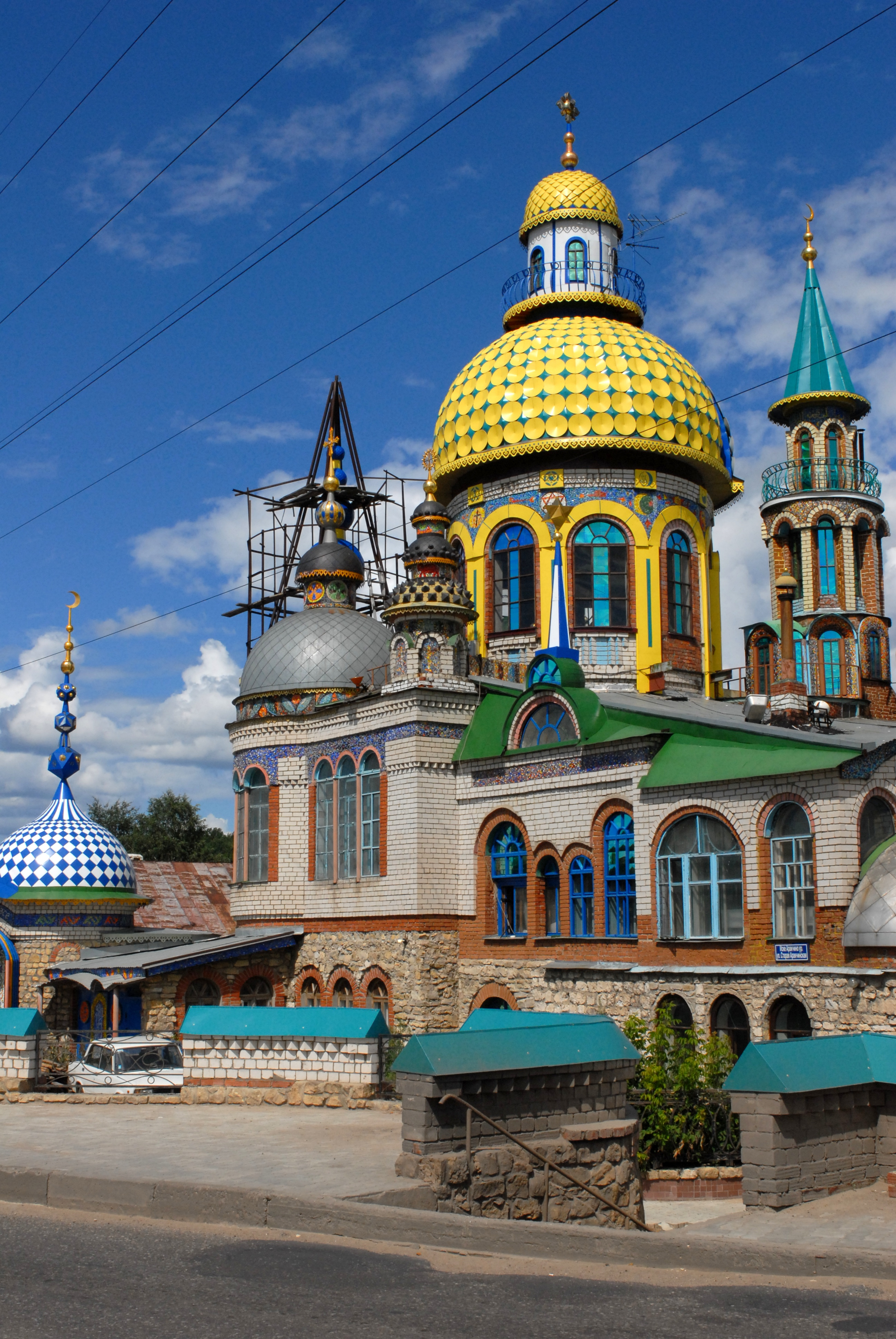
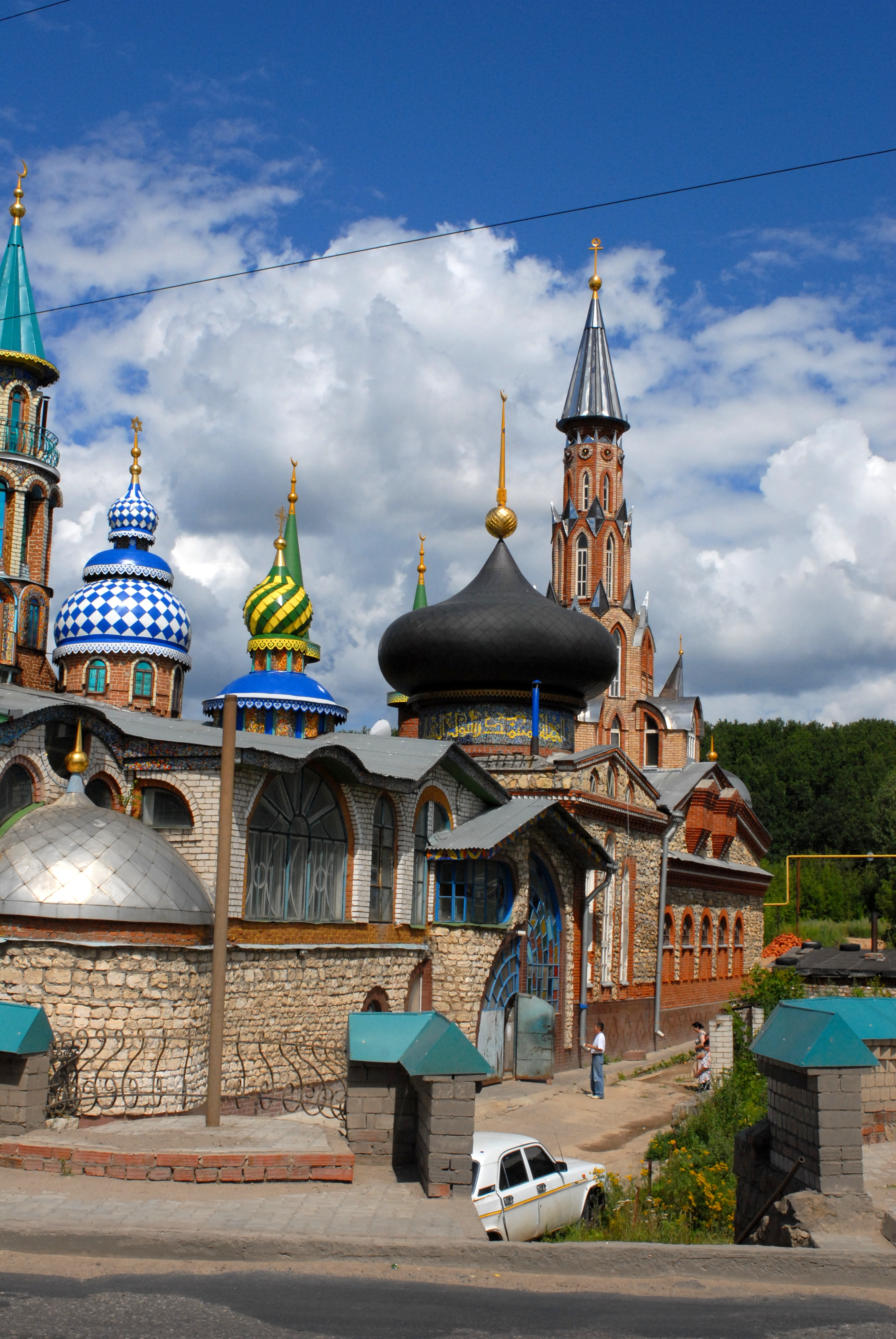
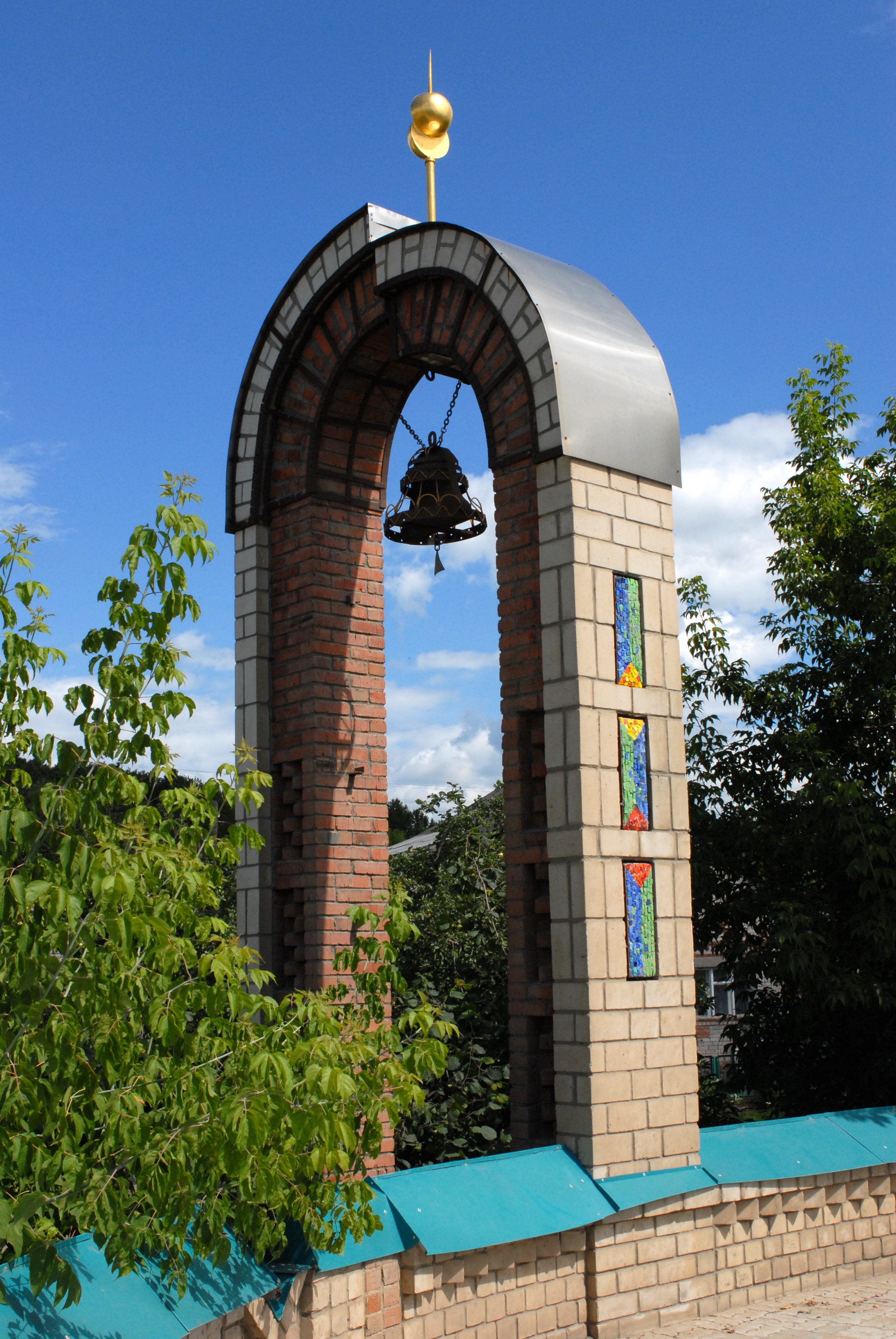